# Vicente Simó Santonja
 (avril 2023).
Si vous disposez d'ouvrages ou d'articles de référence ou si vous connaissez des sites web de qualité traitant du thème abordé ici, merci de compléter l'article en donnant les références utiles à sa vérifiabilité et en les liant à la section « Notes et références ».

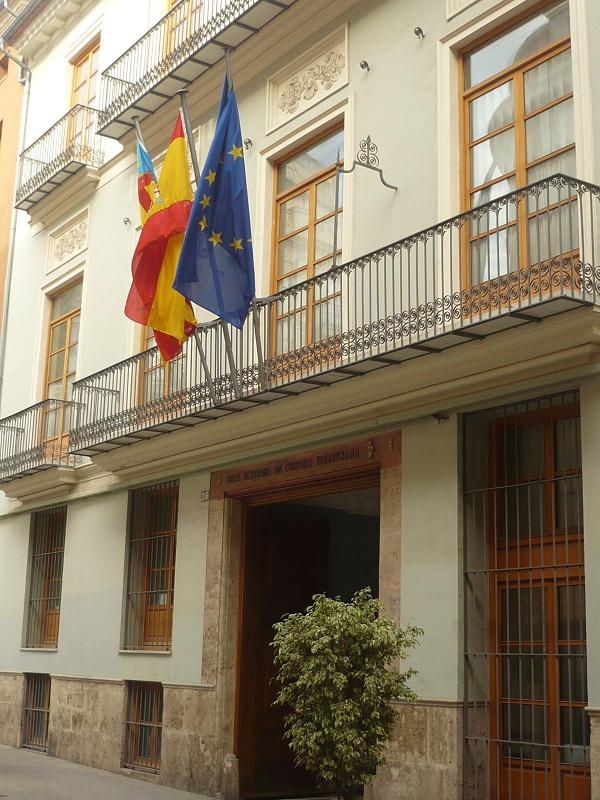
Façade du siège de la RACV dans la rue Avellanas à Valence..

Vicent Lluis Simó i Santonja (Alcoy, 1932 - Valence, 2014) est un juriste, professeur, chercheur, écrivain et chroniqueur espagnol, doyen honoraire de la Real Academia de Cultura Valenciana,.

## Biographie
Il est titulaire d'un doctorat en droit de l'université de Valence, où il est professeur adjoint de droit civil entre 1958 et 1962. Cette année-là, il prend possession de son premier bureau de notaire et en 1988, il devient notaire à Valence.
Il est membre du Conseil valencien de la culture (Consell Valencià de Cultura) entre 1987 et 1995. Il est également vice-président de l'association Lo Rat Penat.
Sur le plan professionnel, il est conseiller permanent de l'Unión Internacional del Notariado Latino et président honoraire de la commission des droits de l'homme de cette organisation.
Il participe à des congrès notariaux internationaux dans le monde entier, à Munich, Salzbourg, Montevideo, Buenos Aires, Barcelone, Guatemala, Paris, Lima, Florence, Montréal, Athènes et Amsterdam.
Il a plus de 80 livres à son actif, dont une trentaine sur des thèmes valenciens, pour lesquels il a reçu divers prix dans les catégories essais, récit et poésie.

## Œuvres
- Vida i mort de Càmpio, L’Oronella, 2013
- Los Medallones de la Lonja, Valéncia Hui, 2008
- La torre dels vents, L’Oronella, 2005
- Sonets nostàlgics, Institución Alfonso el Magnánimo, 2001
- Git a la Mar, L’Oronella, 2008
- Cançons de Llaurador, AELLVA, 1995
- Minims detalls, Del Senia al Segura, 1997
- ¿A on me’n vaig i què me deixe?, Ayuntamiento de Gandia. Premi Ausiàs March de Poesia, 1981

## Reconnaissances
Il a été nommé consul honoraire de la Lonja de Valencia et doyen honoraire de l'Ilustre Colegio Notarial de Valencia,.

### Prix
Il est récompensé pour ses travaux juridiques, littéraires et historiques. Les prix les plus importants qu'il a reçus sont :
- Premio Orue Plaza (1965) ;
- Premio Señera (1969 et 1973) ;
- Premio Cerdá Reig (1972) ;
- Premio Negri, de Buenos Aires, (1969, 1971 et 1975) ;
- Premio de poesía Ausias March ;
- Premio Albarracín ;
- Premio Fundació AEQUITAS (2002) ;
- Premio Nacional de Literatura en Lengua Valenciana (2013).

### Source de la traduction
- (es) Cet article est partiellement ou en totalité issu de l’article de Wikipédia en espagnol intitulé « Vicente Simó Santonja » (voir la liste des auteurs).